# Extrême droite en Hongrie
L'extrême droite hongroise prospère dès les années 1930, et collabore avec les nazis pendant la Seconde guerre mondiale. Délégitimée lors de procès tenus dans l'immédiat après-guerre, elle réapparaît à la fin des années 1980, incarnée par le parti MIÉP dans les années 1990, et par le parti Jobbik dès les années 2000. Même si elle n'exerce pas directement le pouvoir, ses idées et les débats qu’elle porte ont été largement diffusés au-delà de son cercle, notamment par le parti conservateur Fidesz. Ce parti dirigé par Viktor Orban est depuis les années 2020 classé lui-même à l'extrême droite par de nombreux observateurs.

## Avant et pendant la Deuxième Guerre mondiale

### Années 1930
L’extrême droite doit son essor en Hongrie dans les années 1930 à la crise économique et aux succès du national-socialisme. Son électorat se recrute dans les classes populaires. La principale organisation d'extrême-droite est alors le parti des Croix fléchées (Nyilaskeresztes Párt-Hungarista Mozgalom), de Ferenc Szálasi, qui trouve un terreau favorable dans les zones industrielles. Lors des élections de 1939, ayant obtenu 16 % des voix, ce parti remporte 29 sièges au Parlement (sur 260). Des membres d'autres mouvements d'extrême droite remportent plus de 20 sièges au Parlement. Les thèses d'extrême droite étaient adoptées et normalisées par le parti au pouvoir, notamment en ce qui concerne les mesures discriminatoires à l'encontre des juifs ; ainsi dès 1938 des lois ont interdit aux juifs d'être propriétaires, de pratiquer certaines professions, de suivre des études supérieures puis cette dernière interdiction s'étend aux études secondaires.

### En 1944
En 1944 l'Allemagne occupe la Hongrie, pays allié, pour faire obstacle à ses velléités de cesser sa participation à la guerre. Un gouvernement d'extrême droite se forme alors en Hongrie dès mars 1944 ; il est responsable de la déportation de 437 000 Juifs hongrois vers les camps de concentration nazis, et de celle de milliers de Roms hongrois,.
Les dirigeants de l'extrême droite hongroise, et des milliers de membres de cette mouvance politique, ont été jugés et condamnés après la guerre dans le cadre de procès. Plusieurs ministres et députés ont été exécutés par la justice. L'extrême droite a été décapitée et a ainsi disparu pendant plusieurs dizaines d'années.

## Années 1990: le MIÉP
L'extrême droite se renforce de nouveau en Hongrie à la suite de la chute du communisme, à la fin des années 1980. La formation d’extrême droite fondée en 1993 MIÉP, Parti de la justice hongroise et de la vie (Magyar Igazság és Élet Pártja) obtient lors des élections législatives de 1998 14 sièges (sur 386) à la Magyar Országgyűlés (Assemblée nationale, parlement monocaméral de la Hongrie), avec 4,1 % au second tour. Ce parti appelle à restaurer la « Grande-Hongrie » (constituée de territoires plus vastes, perdus à la suite du Traité de Trianon du 4 juin 1920) ; il est pour cette raison considéré comme irrédentiste. Son discours est aussi eurosceptique, antisémite et anticommuniste. L'électorat du MIÉP est marqué par une assez forte proportion de personnes diplômées ; il est particulièrement présent à Budapest et dans les grandes villes.
Parmi les autres partis d'extrême droite (plus minoritaires dans l'opinion que le MIEP et plus éphémères) figurent  le parti A Magyar Érdek Pártja (AMÉP, Parti de l’intérêt hongrois), créé en 1993, dissous en 2005, également irrédentiste, antisémite et anti-Roms ; le parti néonazi Magyar Népjóléti Szövetség (MNSZ, Associations du bien-être hongrois), créé en 1994, dissous en 2000 ; le parti irrédentiste et anti-Roms Magyar Nemzeti Front (MNF, Front national hongrois), créé en 2003 par des militants du MIÉP.

## Années 2000: le Jobbik
L'extrême droite hongroise est dominée dans les années 2000 par le parti Jobbik, Jobboldali Ifjúsági Közösség - Jobbik Magyarországért Mozgalom (Jobbik, Alliance des jeunes de droite - Mouvement pour une meilleure Hongrie), créé en 2003, et qui réussit à percer aux élections plus que tout autre parti de cette mouvance depuis de longues années. Le Jobbik tient un discours irrédentiste, eurosceptique, anti-immigration, il est hostile aux Roms, aux Juifs, aux communistes, et se réfère aux valeurs chrétiennes (catholiques comme calvinistes),. Son engagement contre les Roms est une des principales spécificités en comparaison du MIÉP qui, lui, n'évoquait jamais cette minorité ethnique. En matière de politique étrangère, le Jobbik est anti-américain et anti-israélien ; il se distingue de la droite radicale européenne, qui a adopté une position pro-Israël. Par ailleurs il entretient de bonnes relations avec la Chine, la Russie, les Républiques d'Asie centrale, l'Iran. Il obtient d'abord seulement 2,2% des voix lors des élections législatives d'avril 2006, ce qui ne lui permet pas de siéger à l'Assemblée. Deux événements favorisent son ascension dès 2006.
Dans un premier temps, en septembre 2006, une crise politique éclate à la suite de révélations mettant en cause le Premier ministre socialiste Ferenc Gyurcsány qui, de son propre aveu, a dissimulé lors de la campagne électorale récente le plan d’austérité qu'il compte mettre en place ; lors des manifestations violentes qui suivent ces révélations, le Jobbik exige la démission du gouvernement, tient un discours critique à l'égard de l'élite politique qui lui permet de gagner en popularité,. Dans un deuxième temps, le Jobbik forme en 2007 une milice, la  Garde hongroise pour la défense des traditions et de la culture, (Magyar Gárda Hagyományőrző és Kulturális Egyesület) dans le but de « défendre physiquement, spirituellement et intellectuellement la Hongrie » selon ses termes ; cette milice reçoit la caution de figures importantes en Hongrie comme Mária Wittner, participante de la révolte populaire de 1956, députée du parti conservateur Fidesz-MPSz, ou Lajos Für, lui aussi un des héros de la révolution de 1956, et par ailleurs ancien ministre de la Défense (de 1990 à 1994). Elle confère plus de visibilité au Jobbik qui prétend grâce à elle « pallier les déficiences de l’État en termes d’ordre public, dans un contexte marqué par la crise de 2006 ». L'uniforme des hommes de la milice évoque celui du Nyilaskeresztes Párt - Hungarista Mozgalom, NP-HM, Parti des Croix fléchées - Mouvement hungariste, parti politique fasciste, pro-allemand et antisémite, qui a gouverné le pays en 1944-1945 avec l'appui du IIIe Reich. La Magyar Gárda se montre particulièrement menaçante à l'égard des Roms. En 2009, la cour d’appel de Budapest dissout la Garde hongroise ou Magyar Gárda à la suite d'actes de violence commis par cette milice.
Lors des élections européennes de juin 2009, il obtient, avec 14,8 %, des voix, 3 sièges au Parlement européen, sur les 21 réservés à la Hongrie. C'est la première fois que le Jobbik fait élire des députés.
L'électorat du Jobbik n’est pas constitué de personnes défavorisées ou qui n'auraient pas suivi d'études secondaires. Les diplômés y sont relativement bien représentés ; le parti recrute parmi les Hongrois qui ont leur bac et les ouvriers qualifiés. Comme la majorité des partis européens d’extrême droite en Europe, ses électeurs sont surtout des hommes.

## Années 2010

### Le Jobbik
Lors des élections législatives d'avril 2010, le Jobbik obtient des 47 sièges (sur 386) à l’Assemblée nationale hongroise, avec 16,7 % des suffrages, ce qui le place en troisième position par rapport aux autres partis politiques hongrois.
Le Jobbik ambitionne alors d'accéder à l'exercice du pouvoir, et travaille dès 2013 à modérer son discours, même si son programme demeure inchangé. Les propos antisémites ou anti-Roms sont ainsi quasiment bannis ; le propos anti-européen devient moins affirmé. Cette ligne de conduite lui permet de se maintenir ou de progresser jusqu'en 2018. Le Jobbik conserve ses 3 sièges lors des élections européennes de 2014, avec 14,7 % des suffrages. Lors des élections législatives d'avril 2014, son score s'élève à 20,2 % des voix, ce qui lui vaut 23 sièges sur 199. Lors des élections législatives d'avril 2018, le parti remporte 19,1 % des votes, 26 sièges, et devient alors la deuxième force politique, après le cartel que forment ensemble le parti conservateur Fidesz-MPSz et Kereszténydemokrata Néppárt (KDNP, Parti populaire démocrate-chrétien).
Le Jobbik connaît un recul en 2019 : il obtient 6,3 % des voix et 1 siège au Parlement européen, perdant ainsi 2 sièges. Ces résultats en régression par rapport aux scrutins précédents s'expliquent par le fait que le Jobbik « normalisé » est concurrencé par le parti conservateur Fidesz-MPSz, et par de nouvelles formations d'extrême droite plus agressives qui occupent le créneau délaissé par le Jobbik. Ces nouvelles formations proviennent parfois du sein même du Jobbik, contribuant à le vider d'une partie de ses militants ; c'est le cas du parti Mi Hazánk Mozgalom (Mouvement Notre patrie, MHM), fondé en 2018 et qui crée une milice semblable à l’ancienne Magyar Gárda du Jobbik, la Nemzeti Legio (Légion nationale). Cette milice patrouille avec l'objectif déclaré de « lutter contre la criminalité tsigane ».

### Rôle du Fidesz de  Viktor Orbán
Le Fidesz-MPSz entreprend d'accaparer l'électorat du Jobbik en traduisant dans les actes le programme de ce parti d'extrême droite. Le Fidesz-MPSz créé par Viktor Orbán en 1988, initialement libéral, du point de vue économique et politique, se transforme pour devenir dès 1995 un parti nationaliste, conservateur, faisant appel aux « valeurs chrétiennes ». Dès 2002, où il passe dans l’opposition, il cherche à rivaliser avec le parti d'extrême droite MIÉP, en tenant un discours nationaliste qui embrasse la cause  des minorités hongroises situées hors du territoire national. A partir de 2010, revenu au pouvoir, il cherche à abaisser le Jobbik en réalisant dans sa politique les revendications formulées par cette formation d'extrême droite. Ainsi, il modifie la Constitution hongroise pour y insérer des références à la chrétienté, à la Sainte Couronne, et à la protection de la famille traditionnelle ; il instaure un contrôle institutionnel des médias, permettant de les sanctionner en cas de « manque d’objectivité politique » ; il rend obligatoires les cours de religion ou de morale dans les écoles publiques ; il décide la construction de nouveaux réacteurs nucléaires ; il fait du 4 juin, date anniversaire du Traité de Trianon de 1920, une journée nationale « de la cohésion » ; il organise un vote au sujet de la limitation de l’immigration ; il divise par deux le nombre de parlementaires ; il met en place des taxes sur les capitaux étrangers et les entreprises multinationales ; il nationalise des pans du secteur financier (la Bourse de Budapest est ainsi nationalisée). Le Jobbik donne son appui à ces mesures politiques.
Les thèmes du débat public mis en circulation par Victor Orbán sont empruntés au Jobbik, notamment le projet de restaurer la peine de mort en Hongrie, projet proclamé devant le Parlement européen en mai 2015, non mis en œuvre mais toujours discuté.
Ainsi la ligne de conduite Fidesz-MPSz conduit à diffuser les thèses du Jobbik et à intégrer idéologiquement cette formation d'extrême droite dans la sphère du débat public. Concernant la limitation de l'immigration le Jobbik déclare que c'« est un enjeu important, mais Viktor Orbán l’ayant volé au Jobbik, il a mis en œuvre ce qui devait l’être, et ce de manière assez efficace ».

## Glissement du parti Fidesz Victor Orban à l'extrême droite
EN 2024, Le Monde écrit « le Fidesz hongrois a glissé progressivement vers une extrême droite assumée. Contrairement aux partis atlantistes comme les Frères d’Italie, il incarne désormais un courant autoritaire et prorusse.». De même le site Toute l'Europe classe Fidesz à l'extrême droite en 2024 et en 2023 Franceinfo estimait que Fidesz étant au pouvoir, la Hongrie était gouvernée par l'extrême droite.